# ديفيد إل. هارون
ديفيد إل. هارون (بالإنجليزية: David Laurence Aaron)‏ هو دبلوماسي أمريكي، ولد في 21 أغسطس 1938 في شيكاغو في الولايات المتحدة.